# شرقي (ريح)

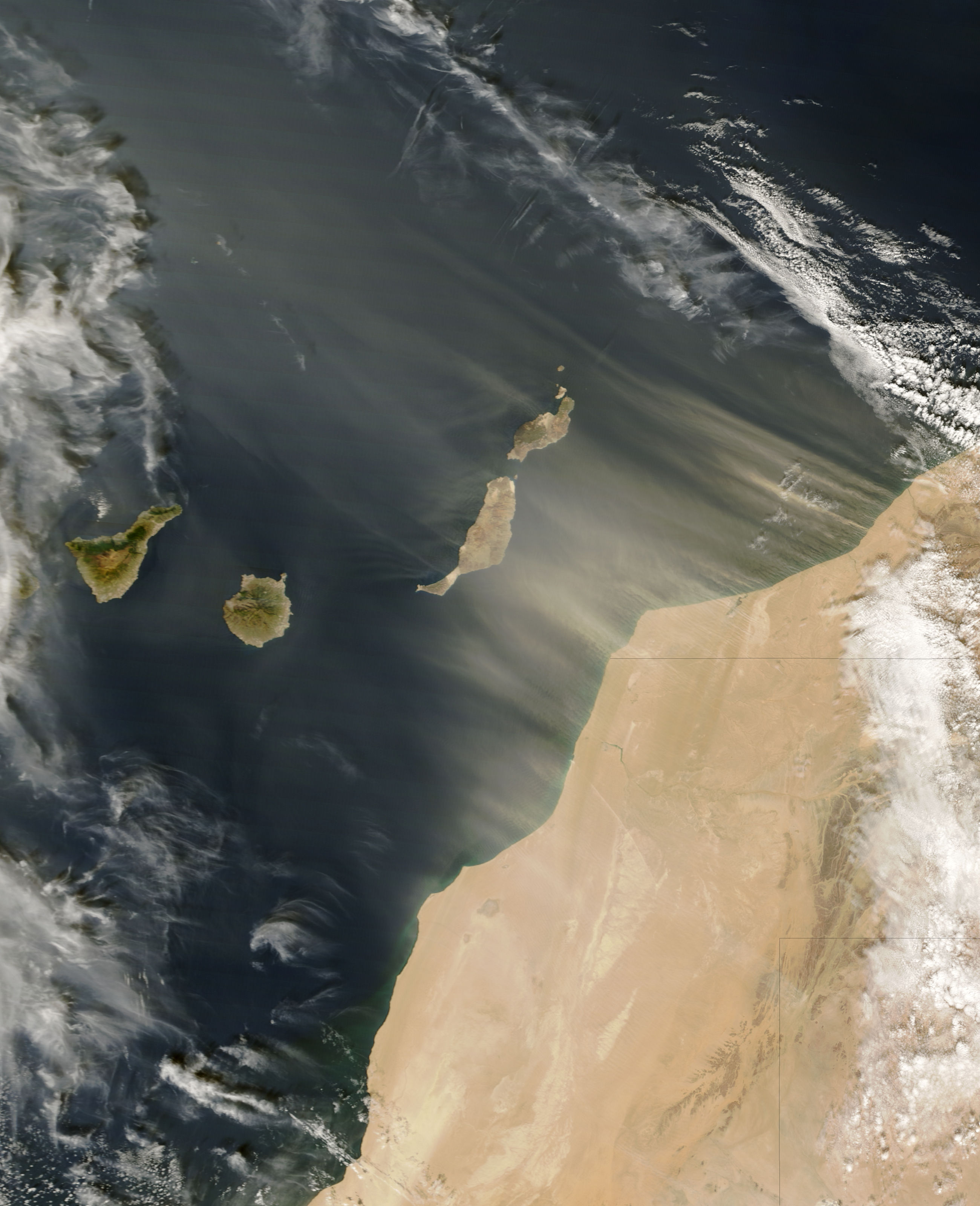

الشرقي، أو الشروقي، هو اسم يطلق على رياح قارية شرقية تهب في الجزء الجنوبي من المغرب. وهي رياح حارة وجافة تهب من ناحية الصحراء. وهي تماثيل رياح الخماسين. وتسمى بالشرقي لأنها هي الرياح "القادمة من الشرق" لأن الرياح تهب من ناحية الشرق منبعثة من الصحراء الشرقية لجبال أطلس. وهي تعد من رياح الظل المطري التي ترفع درجات الحرارة إلى مستوى الدرجات القياسية للصحراء وتصل في كثير من الأحيان إلى أكثر من 40 درجة مئوية (104 درجة فهرنهايت) والتي يمكن أن تصل حتى حوالي 48 درجة مئوية (118.4 درجة فهرنهايت) خلال النهار في الصيف وتكون الرطوبة النسبية منخفضة للغاية لا تتعدى الـ 15%. نادرا ما تهب الرياح الشرقية هذه في فصل الشتاء، وهي المسؤولة عن الطقس الدافئ المشمس والجاف.

## وصلات خارجية
- الشروقي (أو الشرقي) على موقع weatheronline.co في المملكة المتحدة. (بالإنكليزية). آخر زيارة للموقع في 2 حزيرن / يونيو 2018.